# Periploma orbiculare
Periploma orbiculare is een tweekleppigensoort uit de familie van de Periplomatidae. De wetenschappelijke naam van de soort is voor het eerst geldig gepubliceerd in 1882 door Guppy.